# Episodi di Pocket Monsters Sun & Moon

Logo italiano della prima serie

La serie Pokémon Sole e Luna (ポケットモンスター サン＆ムーン?, Pocket Monsters Sun & Moon) è stata trasmessa in Giappone dal 17 novembre 2016 al 3 novembre 2019. La serie è basata sui videogiochi di settima generazione Pokémon Sole e Luna ed è ambientata nella regione di Alola.
In Italia i primi due episodi sono stati trasmessi in anteprima speciale il 19 novembre 2016. La serie completa è stata trasmessa integralmente dal 29 aprile 2017 al 16 maggio 2020.

## Pokémon: Serie Sole e Luna
I primi due episodi della ventesima stagione, denominata Pokémon: Serie Sole e Luna, sono stati trasmessi in Italia il 19 novembre 2016 su K2 in anteprima speciale, mentre la stagione completa è stata trasmessa dal 29 aprile 2017 al 10 marzo 2018 sempre sullo stesso canale. La serie è andata in onda anche su Disney XD e dall'episodio Un'indagine cristallina!, l'emittente iniziò a trasmettere in prima visione assoluta, interrompendosi all'episodio Alola a porte aperte!. Dall'episodio Tenzone fra Team!, tutti gli inediti sono stati pubblicati in streaming sulla piattaforma TV Pokémon prima della messa in onda su K2, che ha trasmesso il resto della serie; l'unica eccezione è l'episodio Rinascere a nuova vita!, trasmesso in prima visione assoluta su Disney XD.
| Nº                                      | Titolo italiano Giapponese 「Kanji」 - Inglese | In onda           | In onda           |
| Nº                                      | Titolo italiano Giapponese 「Kanji」 - Inglese | Giapponese        | Italiano          |
| Pokémon: Serie Sole e Luna (43 episodi) | |                   |                   |
| 940                                     | Alola a una nuova avventura! 「アローラ！はじめての島、はじめてのポケモンたち！！」 - Alola to New Adventure! | 17 novembre 2016  | 19 novembre 2016  |
| 940                                     | Ash lascia i suoi Pokémon al laboratorio del Professor Oak (eccetto Pikachu) e si reca nella regione di Alola insieme a Delia Ketchum per consegnare un uovo di Pokémon a Manuel Oak. Ad Alola il ragazzo incontra Lylia, Ibis, Kawe, Suiren e Chrys per la prima volta. Egli inoltre riceve un Cerchio Z e un Electrium Z dal Pokémon protettore Tapu Koko e decide di restare a vivere sull'isola Mele Mele per frequentare la Scuola di Pokémon. Prima apparizione del Professor Kukui e del Team Skull. Prima apparizione di Pyukumuku, Popplio, Grubbin, Pikipek, Bewear e Bruxish.        |                   |                   |
| 941                                     | La sfida del protettore! 「守り神カプ・コケコ登場！挑戦、オレたちのZワザ！！」 - The Guardian's Challenge! | 17 novembre 2016  | 19 novembre 2016  |
| 941                                     | I ragazzi dell'isola organizzano una festa di benvenuto per il loro nuovo compagno di classe. Ash e Pikachu si ritrovano a dover superare tre sfide: la prima contro Chrys e Togedemaru, la seconda contro Popplio e Suiren e l'ultima contro Kawe. Anche il Professor Kukui decide di combattere contro il suo nuovo alunno, ma Tapu Koko li interrompe. Ash e Pikachu combattono contro il Pokémon e utilizzano per la prima volta una Mossa Z, ma l'Electrium Z va in frantumi. Il ragazzo, volendo imparare a padroneggiare le suddette mosse, decide di intraprendere il Giro delle Isole. |                   |                   |
| 942                                     | Pokédex avviato! 「よロトしく、ボク、ロトム図鑑ロト！」 - Loading the Dex! | 24 novembre 2016  | 13 maggio 2017    |
| 942                                     | Ash riceve un Pokédex Rotom dal Professor Kukui. Jessie, James e Meowth del Team Rocket giungono nella regione di Alola. |                   |                   |
| 943                                     | Prima cattura ad Alola, in puro stile Ash! 「モクロー登場！アローラでポケモンゲットだぜ!!」 - First Catch in Alola, Ketchum-style! | 24 novembre 2016  | 13 maggio 2017    |
| 943                                     | Ash cerca di catturare il suo primo Pokémon della regione di Alola, ma il tentativo fallisce. Nel frattempo, Jessie cattura Mimikyu. Il giorno successivo, un Rowlet cerca di catturare la Bounsweet di Ibis scambiandola per un frutto. Il Pokémon vuole portare del cibo al suo nido, dove vivono dei Pikipek, un Trumbeak e un Toucannon. Ash decide di inseguire il volatile nella foresta e qui trova il Team Rocket che sta cercando di vendicarsi dopo aver subito un furto di frutta. Dopo aver liberato i suoi amici, Rowlet decide di farsi catturare da Ash.                         |                   |                   |
| 944                                     | Yo-ho-ho! Vai, Popplio! 「アシマリ、がんバルーン！」 - Yo, Ho, Ho! Go, Popplio! | 1º dicembre 2016  | 14 maggio 2017    |
| 944                                     | Suiren e Popplio si allenano a fare le bolle d'acqua con l'aiuto di Ash. Successivamente la ragazza presta una canna da pesca al compagno di classe per poter partecipare all'attività extrascolastica del giorno successivo. Il Team Rocket adocchia il Lapras di Suiren e decide di rubarlo ma fallisce. |                   |                   |
| 945                                     | Spese elettrizzanti! 「びりびりちくちくトゲデマル！」 - A Shocking Grocery Run! | 8 dicembre 2016   | 20 maggio 2017    |
| 945                                     | Il Professor Kukui è uscito e Ash cerca di svolgere alcune faccende domestiche con pessimi risultati. Il ragazzo decide quindi di recarsi al centro commerciale e qui incontra Chrys. |                   |                   |
| 946                                     | Ecco perché Litten fa il birbante! 「市場の風来坊ニャビー！」 - That's Why Litten is a Scamp! | 15 dicembre 2016  | 27 maggio 2017    |
| 946                                     | Ash incontra un Litten selvatico che è solito rubare cibo in tutta l'isola. Il ragazzo, deciso a far capire al Pokémon che rubare è scorretto, scopre che Litten sta portando da mangiare a uno Stoutland molto anziano. Colpito dal gesto di altruismo del Pokémon, Ash decide di contribuire ma, quando si reca al nascondiglio dei due, non trova più nessuno. Prima apparizione di Persian Forma Alola. |                   |                   |
| 947                                     | Qui sfida ci cova! 「タマゴ係はだ～れだ？」 - Lillie's Egg-xhilarating Challenge! | 22 dicembre 2016  | 27 maggio 2017    |
| 947                                     | Manuel Oak affida un uovo di Pokémon alla classe. Ibis suggerisce che, dopo le lezioni, sia Lylia a prendersene cura. La ragazza, seppur titubante, accetta. Ash si offre di accompagnare Lylia a casa e scopre che la ragazza è molto ricca e ha un maggiordomo, Ambrogio, che si prende cura di lei. Il ragazzo si trattiene a combattere contro Ambrogio, ma un Salandit tenta di impossessarsi dell'uovo. Prima apparizione di Oricorio Stile Cheerdance. |                   |                   |
| 948                                     | Dominare un dominante! 「ぬしポケモンはデカグース！」 - To Top a Totem! | 5 gennaio 2017    | 3 giugno 2017     |
| 948                                     | Prima apparizione di Hala. Ash sconfigge il Pokémon dominante Gumshoos e ottiene un Normium Z. Prima apparizione di Rattata e Raticate Forma Alola. |                   |                   |
| 949                                     | Provare e perseverare! 「出るかＺワザ！ 大試練への挑戦！！」 - Trial and Tribulation! | 12 gennaio 2017   | 3 giugno 2017     |
| 949                                     | Ash sconfigge il Kahuna Hala e riceve un Luctium Z che Tapu Koko scambia con un Electrium Z. |                   |                   |
| 950                                     | Nell'allegra fattoria di Kawe! 「サトシ、カキんちに行く！」 - Young Kiawe Had a Farm! | 19 gennaio 2017   | 10 giugno 2017    |
| 950                                     | Prima apparizione di Mudbray. |                   |                   |
| 951                                     | Sole, terrore e segrete dimore! 「課外授業はヒドイデ！？」 - The Sun, the Scare, the Secret Lair! | 26 gennaio 2017   | 10 giugno 2017    |
| 951                                     | James cattura Mareanie. |                   |                   |
| 952                                     | Corsa al grande evento! 「アローラパンケーキ大レース！」 - Racing to a Big Event! | 2 febbraio 2017   | 8 luglio 2017     |
| 952                                     | Prima apparizione di Muk e Raichu Forma Alola. L'uovo di Lylia si schiude e nasce Vulpix Forma Alola. |                   |                   |
| 953                                     | Voglia di conoscerti! 「勇気の結晶、リーリエとロコン！」 - Getting to Know You! | 9 febbraio 2017   | 15 luglio 2017    |
| 953                                     | L'uovo di Manuel Oak si schiude e nasce un Vulpix. Lylia cattura il Vulpix Forma di Alola nato dal suo uovo. |                   |                   |
| 954                                     | Volontà di pietra! 「爪あとの丘、イワンコとルガルガン！！」 - Rocking Clawmark Hill! | 23 febbraio 2017  | 22 luglio 2017    |
| 954                                     | Ash cattura Rockruff. Prima apparizione di Lycanroc forma Mezzogiorno e Mezzanotte |                   |                   |
| 955                                     | Vietato andare nel pallone! 「小さな三匹、大きな冒険!!」 - They Might Not Be Giants! | 2 marzo 2017      | 29 luglio 2017    |
| 955                                     | Popplio e Rowlett si perdono dopo una battaglia contro il Team Rocket. L'intervento di Litten sarà provvidenziale. |                   |                   |
| 956                                     | Un'indagine cristallina! 「アローラ探偵ロトム!消えたクリスタルの謎!!」 - Crystal-Clear Sleuthing! | 9 marzo 2017      | 1º settembre 2017 |
| 957                                     | Una saporita ricerca! 「マジィ！？マオのお料理大作戦！！」 - A Seasoned Search! | 16 marzo 2017     | 4 settembre 2017  |
| 957                                     | La Bounsweet di Ibis si evolve in Steenee. Prima apparizione di Oricorio Stile Flamenco. |                   |                   |
| 958                                     | Rivincita contro il Pokémon protettore! 「電撃猛特訓！カプ・コケコとの再戦！！」 - A Guardian Rematch! | 23 marzo 2017     | 5 settembre 2017  |
| 958                                     | Ash è intenzionato ad avere una rivincita contro Tapu Koko, ma il protettore dell'isola è ancora troppo forte. Quando il Pokémon si allontana, Ash promette di continuare ad allenarsi più duramente. |                   |                   |
| 959                                     | Promesse tra amici! 「サトシとピカチュウ、二人の約束」 - Partner Promises! | 6 aprile 2017     | 6 settembre 2017  |
| 959                                     | Prima apparizione di Wimpod e del Pokémon Protettore Tapu Lele. |                   |                   |
| 960                                     | Chiuso un capitolo, se ne apre un altro... 「ニャビー、旅立ちの時！」 - One Journey Ends, Another Begins... | 6 aprile 2017     | 7 settembre 2017  |
| 960                                     | Ash cattura Litten. |                   |                   |
| 961                                     | Alla ricerca della paletta perduta! 「スコップに要注意！！！」 - A Shivering Shovel Search! | 13 aprile 2017    | 8 settembre 2017  |
| 961                                     | Prima apparizione di Sandygast e Palossand. Il Litten di Ash perfeziona e apprende Rogodenti. |                   |                   |
| 962                                     | Tutti insieme appassionatamente! 「衝撃！ ダグトリオ解散!?」 - Getting the Band Back Together! | 20 aprile 2017    | 11 settembre 2017 |
| 962                                     | Prima apparizione di Dugtrio e Diglett Forma Alola |                   |                   |
| 963                                     | Alola a porte aperte! 「アローラ！ はじめての授業参観!!」 - Alolan Open House! | 27 aprile 2017    | 12 settembre 2017 |
| 964                                     | Tenzone fra Team! 「クリスタル争奪戦！ロケット団対スカル団!!!」 - A Team-on-Team Tussle! | 4 maggio 2017     | 2 dicembre 2017   |
| 964                                     | Il Team Rocket ottiene un Obscurium Z sconfiggendo il pokemon Dominante Raticate Forma Alola. |                   |                   |
| 965                                     | Arrivederci, Chrys! 「さよならマーマネ！」 - So Long, Sophocles! | 11 maggio 2017    | 2 dicembre 2017   |
| 965                                     | Chrys cattura Charjabug. |                   |                   |
| 966                                     | Una rivalità lampante! 「出でよ！紅の眼差しルガルガン！！」 - A Glaring Rivalry! | 18 maggio 2017    | 9 dicembre 2017   |
| 966                                     | Prima apparizione di Iridio. |                   |                   |
| 967                                     | Baseball Pokémon con battuta pronta! 「熱闘ポケベース！ねらえ逆転ホームラン！！」 - Pulling out the Pokémon Base Pepper! | 25 maggio 2017    | 9 dicembre 2017   |
| 967                                     | Si vede per la prima volta la Mossa Z peculiare di Snorlax |                   |                   |
| 968                                     | Cullati nel mondo dei sogni! 「ネマシュの森であなたも寝ましゅ？」 - Lulled to La-La Land! | 8 giugno 2017     | 16 dicembre 2017  |
| 968                                     | Prima apparizione di Morelull e Shiinotic. |                   |                   |
| 969                                     | Scambi di fine settimana! 「リーリエ、ピカチュウをかわいがってあげてね」 - The Ol' Raise and Switch! | 15 giugno 2017    | 16 dicembre 2017  |
| 970                                     | La donna che sussurrava ai Pokémon! 「ライチ登場！泣いて笑って、島クイーン！！」 - The Island Whisperer! | 22 giugno 2017    | 23 dicembre 2017  |
| 970                                     | Prima apparizione di Alyxia. |                   |                   |
| 971                                     | Caccia al tesoro in stile Akala! 「お宝発見！ムーランドサーチ！！」 - Treasure Hunt, Akala Style! | 29 giugno 2017    | 23 dicembre 2017  |
| 971                                     | Prima apparizione di Geodude Forma Alola. |                   |                   |
| 972                                     | Non chiamatelo pesciolino! 「ヨワシ強し、池のぬし！」 - Big Sky, Small Fry! | 6 luglio 2017     | 3 febbraio 2018   |
| 972                                     | Suiren sconfigge il Pokémon dominante Wishiwashi e ottiene un Idrium Z. La ragazza inoltre riceve un Cerchio Z da Alyxia. Il Popplio di Suiren apprende Acquagetto |                   |                   |
| 973                                     | Il coronamento di un sogno! 「炎のバトル！ガラガラあらわる！！」 - A Crowning Moment of Truth! | 20 luglio 2017    | 3 febbraio 2018   |
| 973                                     | Kawe cattura Marowak Forma di Alola. Il Turtonator di Kawe apprende Gettaguscio. |                   |                   |
| 974                                     | Una missione dal sapore speziato! 「カレーなバトル! ラランテスの舞!!」 - Currying Favor and Flavor! | 27 luglio 2017    | 4 febbraio 2018   |
| 974                                     | Prima apparizione di Fomantis e Lurantis. Ash sconfigge il Pokémon dominante Lurantis e ottiene un Herbium Z. |                   |                   |
| 975                                     | Prova e riprova! 「ライチの大試練! 一番ハードなポケモン勝負!!」 - Trials and Determinations! | 3 agosto 2017     | 10 febbraio 2018  |
| 975                                     | Ash sconfigge la Kahuna Alyxia e ottiene un Petrium Z. |                   |                   |
| 976                                     | Rinascere a nuova vita! 「イワンコといのちの遺跡の守り神！！」 - Rising from the Ruins! | 10 agosto 2017    | 13 febbraio 2018  |
| 976                                     | Prima apparizione di Tipo Zero. Il Rockruff di Ash si evolve in Lycanroc Forma Crepuscolo. |                   |                   |
| 977                                     | Giù la maschera, Mimikyu! 「ミミッキュのばけのかわ！」 - Mimikyu Unmasked! | 17 agosto 2017    | 17 febbraio 2018  |
| 977                                     | Mimikyu comincia a obbedire a Jessie. Il Lycanroc di Ash dopo le iniziali difficoltà, impara a usare la Mossa Z Gigamacigno Polverizzante. |                   |                   |
| 978                                     | Ibis e il maestro della foresta! 「家出のマオとヤレユータン！」 - Mallow and the Forest Teacher! | 24 agosto 2017    | 24 febbraio 2018  |
| 978                                     | Prima apparizione di Oranguru. |                   |                   |
| 979                                     | Brionne, bolle e bellicosità! 「アシマリ、オシャマリ、いかりのダダリン！」 - Balloons, Brionne, and Belligerence! | 31 agosto 2017    | 24 febbraio 2018  |
| 979                                     | Prima apparizione di Brionne e Dhelmise. Suiren e Popplio imparano a usare la Mossa Z Idrovortice Abissale. |                   |                   |
| 980                                     | Charjabug alla carica! 「ダッシュ！デンヂムシ」 - Mounting an Electrifying Charge! | 7 settembre 2017  | 3 marzo 2018      |
| 980                                     | Il Charjabug di Chrys usa per la prima volta Millebave. |                   |                   |
| 981                                     | Alola, Kanto! 「カントーでアローラ！タケシとカスミ！！」 - Alola, Kanto! | 14 settembre 2017 | 3 marzo 2018      |
| 981                                     | Ash e i suoi compagni di scuola si recano temporaneamente nella regione di Kanto e incontrano Brock e Misty. Il Lycanroc di Ash usa per la prima volta Rocciarapida. |                   |                   |
| 982                                     | Quando due regioni si scontrano! 「ジムバトル！Ｚワザ対メガシンカ！！」 - When Regions Collide! | 21 settembre 2017 | 10 marzo 2018     |
| 982                                     | Ash sconfigge Misty e il suo MegaGyarados in una lotta in palestra, mentre Brock sconfigge Kawe con il suo MegaSteelix. In seguito il ragazzo e i suoi compagni di scuola fanno ritorno nella regione di Alola. |                   |                   |

## Pokémon: Serie Sole e Luna - Ultravventure
La ventunesima stagione è stata trasmessa negli Stati Uniti su Disney XD dal 24 marzo 2018 al 23 febbraio 2019 con il titolo Pokémon the Series: Sun & Moon - Ultra Adventures. In Italia la serie, denominata Pokémon - Serie Sole e Luna - Ultravventure, è stata trasmessa su K2 dal 5 maggio 2018 al 9 marzo 2019. Dopo la consueta pausa estiva i nuovi episodi sono ritornati dal 6 ottobre 2018. Gli episodi Decolla e risplendi, navicella! e Giovane fiamma al contrattacco! sono stati saltati nella programmazione della rete; previsti per il 20 ottobre 2018, sono stati trasmessi rispettivamente il 18 e il 24 novembre 2018.
| Nº                                                      | Titolo italiano Giapponese 「Kanji」 - Rōmaji | In onda           | In onda          |
| Nº                                                      | Titolo italiano Giapponese 「Kanji」 - Rōmaji | Giapponese        | Italiano         |
| Pokémon: Serie Sole e Luna - Ultravventure (48 episodi) | |                   |                  |
| 983                                                     | Un incontro tra sogno e realtà! 「サトシとほしぐも！不思議な出会い！！」 - A Dream Encounter! | 5 ottobre 2017    | 5 maggio 2018    |
| 983                                                     | Ash incontra il Pokémon leggendario Cosmog, a cui viene attribuito il soprannome "Nebulino", e inizia a prendersene cura. Dopo essere rientrato a casa, Ash scopre che il nuovo Pokémon ha destato la curiosità della Fondazione Æther di cui fanno parte Samina, madre di Lylia, Ciceria, Vicio e la Professoressa Magnolia. I quattro raccontano dell'esistenza delle Ultracreature e pensano che Nebulino sia una di esse. Per questo motivo, gli studiosi chiedono di poter accudire il nuovo Pokémon per studiarlo, ma Ash rifiuta. Il ragazzo, infatti, racconta di aver visto in sogno i Pokémon leggendari Solgaleo e Lunala che gli hanno chiesto di prendersi cura personalmente di Nebulino. |                   |                  |
| 984                                                     | Vedo, non vedo! 「ほしぐもパニック！テレポートは突然に！！」 - Now You See Them, Now You Don't! | 12 ottobre 2017   | 5 maggio 2018    |
| 984                                                     | Nebulino conosce la mossa Teletrasporto e la utilizza su tutti gli studenti della scuola portandoli nei posti che stanno pensando. Il Team Rocket si accorge dell'esistenza del nuovo Pokémon e, confondendolo con una versione non evoluta di Koffing, decide di rubarlo ma senza successo. |                   |                  |
| 985                                                     | Le apparenze ingannano! 「変身メタモン、探すんだモン！」 - Deceiving Appearances! | 19 ottobre 2017   | 12 maggio 2018   |
| 985                                                     | I ragazzi visitano l'isola dove si trova la Fondazione Æther. La Professoressa Magnolia chiede al gruppo di aiutarla a vaccinare un gruppo di Ditto. Una di queste creature è molto spaventata e sfrutta la sua capacità di mimetismo per nascondersi in mezzo a vari gruppi di Pokémon. La fuga di Ditto termina quando si trasforma in Bianchino, perché Lylia non riesce a toccarlo. Prima apparizione di Stufful e Ribombee |                   |                  |
| 986                                                     | Un avvertimento mascherato! 「グラジオとシルヴァディ！戒めの仮面！！」 - A Masked Warning! | 26 ottobre 2017   | 12 maggio 2018   |
| 986                                                     | Ash viene trasportato da Iridio grazie al potere di Nebulino. Qui il ragazzo scopre che l'allenatore possiede un Pokémon creato appositamente per sconfiggere le Ultracreature. Iridio chiede ad Ash di non parlare a Lylia di questa creatura. Prima apparizione di Nihilego. |                   |                  |
| 987                                                     | Le mille e una posa! 「ゼンリョクポーズでお泊まり会！」 - Night of a Thousand Poses! | 2 novembre 2017   | 19 maggio 2018   |
| 987                                                     | I ragazzi organizzano un pigiama party a casa del Professor Kukui. |                   |                  |
| 988                                                     | Missione ricordo! 「リーリエとシルヴァディ、よみがえる記憶！」 - Mission: Total Recall! | 9 novembre 2017   | 19 maggio 2018   |
| 988                                                     | Il Tipo Zero di Iridio si evolve in Silvally. |                   |                  |
| 989                                                     | La vendetta di Vicio! 「ザオボーの逆襲！さらわれたほしぐも！！」 - Faba's Revenge! | 16 novembre 2017  | 26 maggio 2018   |
| 989                                                     | Nebulino si evolve in Cosmoem. Samina viene rapita e portata nell'Ultramondo da Nihilego |                   |                  |
| 990                                                     | La determinazione è di famiglia! 「ザオボーの逆襲！さらわれたほしぐも！！」 - Family Determination! | 23 novembre 2017  | 26 maggio 2018   |
| 990                                                     | Prima apparizione di Jangmo-o, di Hakamo-o ,di Kommo-o, di Tapu Fini e Tapu Bulu. Iridio sconfigge Kommo-o Dominante. |                   |                  |
| 991                                                     | La leggenda diventa realtà! 「日輪の祭壇！ソルガレオ降臨！！」 - Revealing the Stuff of Legend! | 30 novembre 2017  | 2 giugno 2018    |
| 991                                                     | Nebulino si evolve in Solgaleo. Ash ottiene un Supercerchio Z e un Solgaleium Z. |                   |                  |
| 992                                                     | Un aiuto indesiderato! 「急げ！ルザミーネ救出大作戦！！」 - Rescuing the Unwilling! | 7 dicembre 2017   | 2 giugno 2018    |
| 992                                                     | Prima apparizione di Salazzle. |                   |                  |
| 993                                                     | Mille ragioni per lottare! 「輝けZパワーリング！超ゼンリョクの1000まんボルト！！」 - 10,000,000 Reasons to Fight! | 14 dicembre 2017  | 9 giugno 2018    |
| 993                                                     | L'Electrium Z di Ash diventa temporaneamente un Ashpikacium Z. Viene usata per la prima volta la mossa Z Iperfulmine. I nostri protagonisti salvano Samina dal controllo di Nihilego e ritornano nel loro mondo. |                   |                  |
| 994                                                     | La nuova avventura dei professori! 「ありがとうソルガレオ！俺たちのほしぐも！！」 - The Professors' New Adventure! | 21 dicembre 2017  | 9 giugno 2018    |
| 994                                                     | Solgaleo si separa da Ash e compagni per tornare in natura. Il Professor Kukui e la Professoressa Magnolia si sposano. Prima apparizione di Poipole. |                   |                  |
| 995                                                     | Sogno o son desto? 「寝る子は強い、ネッコアラの秘密！」 - Let Sleeping Pokemon Lie! | 28 dicembre 2017  | 7 luglio 2018    |
| 996                                                     | Un Pokédex inutile! 「ロトム、フォルムチェンジが止まらない！」 - The Dex Can't Help It! | 11 gennaio 2018   | 7 luglio 2018    |
| 996                                                     | Ash e i suoi amici tentano di riconoscere il Pokédex Rotom. Prima apparizione di Marshadow. |                   |                  |
| 997                                                     | Un finale strappalacrime! 「泣かないでヒドイデ！」 - Fighting Back The Tears! | 18 gennaio 2018   | 14 luglio 2018   |
| 997                                                     | Prima apparizione di Toxapex. |                   |                  |
| 998                                                     | Un assaggio dolceamaro! 「マオとスイレン、にがあまメモリーズ！」 - Tasting the Bitter with the Sweet! | 25 gennaio 2018   | 14 luglio 2018   |
| 998                                                     | Prima apparizione di Drampa. |                   |                  |
| 999                                                     | Un salto di qualità! 「リーリエ飛びます！ポケゾリジャンプ大会！！」 - Getting a Jump on the Competition! | 1º febbraio 2018  | 21 luglio 2018   |
| 999                                                     | Il Crabrawler di Hala si evolve in Crabominable. Prima apparizione di Ninetales e Sandshrew Forma Alola. Il Vulpix Forma Alola di Lylia impara Velaurora e Grandine. |                   |                  |
| 1000                                                    | Una missione ultra-urgente! 「出動！僕らのウルトラガーディアンズ！！」 - A Mission of Ultra Urgency! | 8 febbraio 2018   | 21 luglio 2018   |
| 1000                                                    | Prima apparizione di Buzzwole. Ash riesce a catturarlo facendolo poi tornare nell'Ultramondo. |                   |                  |
| 1001                                                    | La forma non mente! 「悪のニャースはアローラニャース！？」 - Acting True to Form! | 15 febbraio 2018  | 28 luglio 2018   |
| 1001                                                    | Prima apparizione di Meowth Forma Alola. |                   |                  |
| 1002                                                    | Bruciare le tappe! 「燃え上がれニャビー！打倒ガオガエン！！」 - Pushing the Fiery Envelope! | 22 febbraio 2018  | 28 luglio 2018   |
| 1002                                                    | Il Litten di Ash si evolve in Torracat e impara Nitrocarica. Prima apparizione di Incineroar, Primarina e Decidueye. |                   |                  |
| 1003                                                    | Ash e Passimian! Touchdown di Un'Amicizia!! 「サトシとナゲツケサル！友情のタッチダウン！！」 - Satoshi and Nagetukesaru! Touchdown of Friendship!! | 1º marzo 2018     | –                |
| 1003                                                    | Prima apparizione di Passimian. |                   |                  |
| 1004                                                    | Allenamento da leggenda! 「イリマとイーブイまイリマす！！」 - Turning Heads and Training Hard! | 8 marzo 2018      | 6 ottobre 2018   |
| 1004                                                    | Prima apparizione di Grimer Forma Alola. Prima apparizione di Liam. Liam combatte contro il Team Skull e mostra ai nostri protagonisti la Mossa Z esclusiva di Eevee Potenziamento Evolutivo. |                   |                  |
| 1005                                                    | Schizzi di vittoria! 「スケッチでスマッシュ！激闘ポケピンポン！！」 - Smashing with Sketch! | 15 marzo 2018     | 6 ottobre 2018   |
| 1006                                                    | Amore a prima giravolta! 「ピカピカだいすき！くるくるベベノム！！」 - Love at First Twirl! | 22 marzo 2018     | 13 ottobre 2018  |
| 1006                                                    | Ash cattura Poipole. |                   |                  |
| 1007                                                    | Formazione sul campo... cercasi! 「お仕事体験！ポケモンセンター24時！！」 - Real Life... Inquire Within! | 5 aprile 2018     | 13 ottobre 2018  |
| 1007                                                    | I nostri protagonisti dovranno sostituire l'infermiera Joy. |                   |                  |
| 1008                                                    | Decolla e risplendi, navicella! 「輝け星舟テッカグヤ！」 - Rise and Shine, Starship! | 12 aprile 2018    | 18 novembre 2018 |
| 1008                                                    | Prima apparizione di Celesteela. |                   |                  |
| 1009                                                    | Giovane fiamma al contrattacco! 「を守れ！逆襲の蒼き炎！！」 - The Young Flame Strikes Back! | 19 aprile 2018    | 24 novembre 2018 |
| 1009                                                    | Dopo aver rafforzato il legame con il suo allenatore, anche il Marowak Forma Alola di Kawe impara a usare la mossa Z Fiammobomba Detonante. |                   |                  |
| 1010                                                    | Alla cattura di Suiren! 「シズクモ、スイレンゲットだぜ！」 - Dewpider Ascending! | 26 aprile 2018    | 20 ottobre 2018  |
| 1010                                                    | Prima apparizione di Dewpider e Araquanid. |                   |                  |
| 1011                                                    | Una lezione agrodolce! 「パンパカパーン！燃えよマオファミリー！！」 - Sours for the Sweet! | 26 aprile 2018    | 20 ottobre 2018  |
| 1011                                                    | Ash e compagni fanno la conoscenza dello stravagante fratello di Ibis. |                   |                  |
| 1012                                                    | Non ci daresti un Cerchio Z? 「ロケット団の島めぐり！？Zリングをゲットせよ！！」 - Why Not Give Me a Z-Ring Sometime? | 3 maggio 2018     | 1º dicembre 2018 |
| 1012                                                    | Prima apparizione del Kahuna Augusto e della Capitana Malpi. La Mareanie di James impara Privazione. Augusto regala un Supercerchio Z al Team Rocket. Il gruppo di furfanti insieme a Mareanie riescono finalmente a usare la Mossa Z di tipo buio Buco Nero del Non Ritorno. Malpi cattura un Gengar parecchio dispettoso e Jessie ottiene dalla Mimikyu della Capitana un cristallo Mimikyum Z. |                   |                  |
| 1013                                                    | Prove per tipi tosti! 「ちょーワルおやじはしまキング！？」 - Tough Guy Trials! | 10 maggio 2018    | 1º dicembre 2018 |
| 1013                                                    | Prima apparizione di UltraNecrozma. Ash tenta invano di sconfiggere il Kahuna Augusto. |                   |                  |
| 1014                                                    | Una certa pigrizia! 「カプ・ブルル！ぐーたらモー特訓！！」 - Some Kind of Laziness! | 17 maggio 2018    | 8 dicembre 2018  |
| 1014                                                    | Prima apparizione di Mudsdale. Il Rowlet di Ash impara Foglielama. Il Lycanroc di Ash impara Pietrataglio. Inoltre Ash impara a gestire la rabbia del suo Lycanroc che veniva provocata dopo che il pokemon si sporcava di fango. |                   |                  |
| 1015                                                    | Una lotta delegata! 「スーパー決戦！ピカチュウVSミミッキュ！！」 - A Battle Hand-Off! | 24 maggio 2018    | 8 dicembre 2018  |
| 1015                                                    | Augusto sottopone Ash a una prova preliminare prima di sfidarlo ufficialmente e lo indirizza a combattere contro il Team Rocket. Ash riesce a sconfiggerli con la Mossa Z Iperfulmine. Il Team Rocket e il loro Mimikyu usano per la prima volta la Mossa Z esclusiva del pokemon, Dolcesacco di Botte. Il Pikachu di Ash impara Elettrotela. |                   |                  |
| 1016                                                    | Una presa di coscienza! 「クチナシの大試練！ルガルガン覚醒！！」 - Guiding an Awakening! | 31 maggio 2018    | 15 dicembre 2018 |
| 1016                                                    | Il Lycanroc di Ash impara a usare a suo vantaggio la "forma occhi rossi" e impara Contrattacco. Ash sconfigge Augusto e riceve un Lycanrochium Z. |                   |                  |
| 1017                                                    | Una cattura col botto! 「激突ウルトラビースト！ドンドンバチバチ大作戦！！」 - Twirling with a Bang! | 7 giugno 2018     | 15 dicembre 2018 |
| 1017                                                    | Prima apparizione di Blacephalon e Xurkitree. Ash e il suo Lycanroc usano per la prima volta la mossa Z peculiare del pokemon, Litotempesta Radiale. Suiren e Lylia riescano a catturare rispettivamente Blacephalon e Xurkitree, facendoli poi tornare nell'Ultramondo. |                   |                  |
| 1018                                                    | Notti di piogge d'amore! 「メテノとベベノム、星空に消えた約束！」 - Showering the World with Love! | 14 giugno 2018    | 22 dicembre 2018 |
| 1018                                                    | Prima apparizione di Minior. Prima apparizione di Tapso. |                   |                  |
| 1019                                                    | Nessun cedimento! 「サンドの嵐！氷穴のダブルバトル！！」 - Not Caving Under Pressure! | 28 giugno 2018    | 22 dicembre 2018 |
| 1019                                                    | Prima apparizione di Sandslash Forma Alola. Lylia aiuta un gruppo di Sandshrew Forma Alola e il loro Dominante a sconfiggere e cacciare via un Tyranitar. Come premio la ragazza ottiene un Glacium Z. Chrys regala a Lylia una Pietragelo, trovata nella grotta dei Sandshrew, per far evolvere il suo Vulpix, ma questi rifiuta, non ancora pronto per l'evoluzione. |                   |                  |
| 1020                                                    | Una giovane fiamma si accende! 「アローラの若き炎！ロイヤルサトシ誕生！！」 - A Young Royal Flame Ignites! | 5 luglio 2018     | 29 dicembre 2018 |
| 1020                                                    | Prima apparizione di Golem Forma Alola. Il Torracat di Ash impara Vendetta. |                   |                  |
| 1021                                                    | Evoluzione a ritmo di danza! 「ダンスダンスで進化せんか？」 - All They Want to Do is Dance Dance! | 19 luglio 2018    | 29 dicembre 2018 |
| 1021                                                    | Prima apparizione di Oricorio Stile Hula. La Steenee di Ibis impara Pestone e si evolve in Tsareena. |                   |                  |
| 1022                                                    | Sciocco, hai ristretto i ragazzi! 「サトシ、ちいさくなる」 - Dummy, You Shrunk the Kids! | 26 luglio 2018    | 9 febbraio 2019  |
| 1022                                                    | La Tsareena di Ibis usa per la prima volta Tropicalcio. Ash, Lylia e Chrys vengono rimpiccioliti accidentalmente da un marchingegno di Vicio. |                   |                  |
| 1023                                                    | Le diverse forme dell'amore! 「家族のカタチ、ベベノムのキモチ！」 - The Shape of Love to Come! | 2 agosto 2018     | 9 febbraio 2019  |
| 1023                                                    | Il Poipole di Ash impara Furia. Prima apparizione di Rika. |                   |                  |
| 1024                                                    | Il lungo salto verso casa! 「トンデノボッテ、ツンデツンデ！」 - The Long Vault Home! | 9 agosto 2018     | 16 febbraio 2019 |
| 1024                                                    | Prima apparizione di Stakataka. Ash riesce a catturarlo, facendolo poi tornare nell'Ultramondo. |                   |                  |
| 1025                                                    | Il paradiso del relax! 「ココにきめた！ポケモン湯けむりパラダイス！！」 - I Choose Paradise! | 16 agosto 2018    | 16 febbraio 2019 |
| 1026                                                    | Il buio oltre la luce! 「アローラの危機！かがやきを喰らう闇！！」 - Filling the Light with Darkness! | 23 agosto 2018    | 23 febbraio 2019 |
| 1026                                                    | Prima apparizione del Pokémon leggendario Necrozma. |                   |                  |
| 1027                                                    | Un'oscurità avvolgente! 「ルナアーラ対UB:BLACK！満月の戦い！！」 - Full Moon and Many Arms! | 30 agosto 2018    | 23 febbraio 2019 |
| 1027                                                    | Prima apparizione di Necrozma Ali dell'Aurora e di Necrozma Criniera del Vespro. |                   |                  |
| 1028                                                    | Un prisma tra luce e buio! 「光と闇のプリズム、その名はネクロズマ！！」 - The Prism Between Light and Darkness! | 6 settembre 2018  | 2 marzo 2019     |
| 1028                                                    | Prima apparizione di Naganadel. |                   |                  |
| 1029                                                    | Assicurarsi un futuro! 「未来へつなげ！かがやきさまの伝説！！」 - Securing the Future! | 13 settembre 2018 | 2 marzo 2019     |
| 1029                                                    | Iridio riceve da Lunala un Lunalium Z e insieme a Ash e il suo Solgaleium Z eseguono le Mosse Z Deflagrazione Lunare e Supercollisione Solare, restituendo a Necrozma la luce che tanto cercava, permettendogli di raggiungere la forma di UltraNecrozma. Ash libera Poipole. |                   |                  |
| 1030                                                    | Pikachu a non finire! 「大量発生チュウ！ピカチュウのたに！！」 - A Plethora of Pikachu! | 7 ottobre 2018    | 9 marzo 2019     |
| 1030                                                    | Ash e compagni fanno la conoscenza di Pikarla. L'allenatrice usa Il Pikacium Z contro il Team Rocket sfoderando la Mossa Z Super Pikaboom. |                   |                  |
| 1031                                                    | Giù la maschera! 「ククイ絶体絶命！もう一人のロイヤルマスク！！」 - Turning the Other Mask! | 14 ottobre 2018   | 9 marzo 2019     |

## Pokémon: Serie Sole e Luna - Ultraleggende
La ventiduesima stagione è stata trasmessa negli Stati Uniti su Disney XD dal 23 marzo 2019 al 7 marzo 2020 con il titolo Pokémon the Series: Sun & Moon - Ultra Legends.
In Italia la stagione è denominata Pokémon: Serie Sole e Luna - Ultraleggende ed è stata trasmessa dal 20 aprile 2019 al 16 maggio 2020 su K2. I primi due episodi sono stati trasmessi in anteprima assoluta, per l'appunto, il 20 aprile 2019 su K2, mentre la stagione integrale è cominciata il 4 maggio 2019. Il primo gruppo di puntate, composto da 10 episodi, è andato in onda dal 4 maggio al 1º giugno 2019. Il secondo gruppo, composto da 8 episodi, è andato in onda dal 6 luglio al 17 agosto 2019.
La terza e ultima tranche di puntate, composta dai restanti 36 episodi, è partita il 21 settembre 2019 senza interruzioni fini al termine della stagione e della serie, ovvero il 16 maggio 2020.
| Nº                                                      | Titolo italiano Giapponese 「Kanji」 - Rōmaji | In onda           | In onda           |
| Nº                                                      | Titolo italiano Giapponese 「Kanji」 - Rōmaji | Giapponese        | Italiano          |
| Pokémon: Serie Sole e Luna - Ultraleggende (54 episodi) | |                   |                   |
| 1032                                                    | Lyliagnan e lo scettro! 「勇者リリエルとアローラの杖！」 - Lillier and the Staff! | 21 ottobre 2018   | 20 aprile 2019    |
| 1033                                                    | Una casa stregata per tutti! 「ゴーストポケモン大集合！みんなのお化け屋敷！！」 - A Haunted House for Everyone! | 28 ottobre 2018   | 20 aprile 2019    |
| 1034                                                    | Una confusione sfavillante! 「ヴェラ火山、ゴローンゴローニャやまおとこ！」 - Sparking Confusion! | 4 novembre 2018   | 11 maggio 2019    |
| 1034                                                    | Prima apparizione di Graveler Forma Alola. |                   |                   |
| 1035                                                    | Stufful sente aria di casa! 「ロケット団とヌイコグマ」 - Don't Ignore the Small Stufful! | 11 novembre 2018  | 11 maggio 2019    |
| 1035                                                    | La Bewear che perseguitava il Team Rocket ritrova il suo piccolo Stufful. |                   |                   |
| 1036                                                    | Determinazione di pietra! 「匠のフクスロー！！！眠りのモクローzzz」 - No Stone Unturned! | 18 novembre 2018  | 18 maggio 2019    |
| 1036                                                    | Prima apparizione di Hau e di Dartrix. Il Rowlet di Ash impara Semebomba. Ash sconfigge Hau in una lotta dopo di che Il suo Rowlet ingoia una Pietrastante. |                   |                   |
| 1037                                                    | Una svolta sotto i riflettori! 「コンビ解散！？サトシとロトム」 - Bright Lights, Big Changes! | 25 novembre 2018  | 18 maggio 2019    |
| 1038                                                    | Ora sappiamo dove te ne vai, Eevee! 「イーブイどこいくの？あのコに会いにどこまでも！」 - We Know Where You're Going, Eevee! | 2 dicembre 2018   | 25 maggio 2019    |
| 1038                                                    | Suiren cattura Eevee e il suo Popplio impara Surf. |                   |                   |
| 1039                                                    | Lotta alla creatura vorace! 「風を断つ稲妻！その名はゼラオラ！！」 - Battling the Beast Within! | 9 dicembre 2018   | 25 maggio 2019    |
| 1039                                                    | Prima apparizione di Guzzlord e di Zeraora. |                   |                   |
| 1040                                                    | Amicizie parallele! 「放て！友情のツインスパーキングギガボルト！！」 - Parallel Friendships! | 16 dicembre 2018  | 1º giugno 2019    |
| 1040                                                    | Ash scopre di essere finito in un mondo parallelo. Unendo le forze Zeraora e Pikachu riescono e rispedire Guzzlord nell'Ultramondo. Ash ritorna nel suo mondo. |                   |                   |
| 1041                                                    | Alola a te, Alola! 「アローラでアローラ！タケシとカスミ！」 - Alola, Alola! | 23 dicembre 2018  | 1º giugno 2019    |
| 1041                                                    | Brock e Misty giungono nella regione di Alola e si uniscono al gruppo. |                   |                   |
| 1042                                                    | Cuore di fuoco, cuore di pietra! 「岩をも砕く熱きハート！ライチとタケシ！！」 - Heart of Fire! Heart of Stone! | 6 gennaio 2019    | 6 luglio 2019     |
| 1042                                                    | Viene rivelato che Brock ha ricevuto un Comfey dall'Infermiera Joy. Successivamente, il ragazzo e Misty si separano dal gruppo e fanno ritorno nella regione di Kanto. |                   |                   |
| 1043                                                    | Un'isola e un progetto piccante! 「ポニ島の自由研究！しまキングをさがせ！！」 - That's Some Spicy Island Research! | 13 gennaio 2019   | 6 luglio 2019     |
| 1043                                                    | Prima apparizione di Hapi e di Plumeria. Prima apparizione di Oricorio Stile Buyō. |                   |                   |
| 1044                                                    | Resa dei conti sull’isola di Poni! 「ルガルガン決戦！サトシVSグラジオ！！」 - Showdown on Poni Island! | 20 gennaio 2019   | 13 luglio 2019    |
| 1044                                                    | Iridio e Ash si sfidano sotto gli occhi attenti di Hapi che vede qualcosa diverso in loro dai comuni allenatori che ha conosciuto. Iridio batte Ash sfoderando la sua nuova Mossa Z Dragoschianto Finale. |                   |                   |
| 1045                                                    | Alla ricerca dell'evoluzione! 「海あり谷あり！ポケモン進化大特訓！！」 - Evolving Research! | 27 gennaio 2019   | 20 luglio 2019    |
| 1045                                                    | Prima apparizione del Pokémon misterioso Meltan. Il Charjabug di Chrys e il Popplio di Suiren si evolvono rispettivamente in Vikavolt e Brionne. La maestra di Suiren mostra ad Ash e compagni la Mossa Z esclusiva di Primarina Sinfonia del Mare. Suiren riceve un Primarinium Z. |                   |                   |
| 1046                                                    | Correte, eroi, correte! 「走れカキ！己を超えて！！」 - Run, Heroes, Run! | 3 febbraio 2019   | 27 luglio 2019    |
| 1046                                                    | Kawe e Ash sono intenzionati a sfidare Tapu Fini, ma danneggiano il suo altare sacro. Tapu Fini quindi mette alla prova Kawe per rimediare all'errore: è necessario raccogliere alcune scaglie di Tapu Lele. Durante la sfida con quest'ultimo, Kawe, ricordando gli insegnamenti di suo nonno, riesce a usare Aeroassalto col suo Charizard, superando la prova del Tapu. Kawe infine riceve un Volantium Z da Tapu Fini e usa la Mossa Z Picchiata Devastante. |                   |                   |
| 1047                                                    | Ricordi nella nebbia! 「カプ・レヒレの霧の中で」 - Memories in the Mist! | 10 febbraio 2019  | 3 agosto 2019     |
| 1047                                                    | Hapi viene nominata Kahuna dell'Isola Poni. Ibis inizia a prendersi cura di uno Shaymin. Il Torracat di Ash impara Fuocobomba. |                   |                   |
| 1048                                                    | Un grande debutto! 「しまクイーン誕生！サトシの大試練！！」 - A Grand Debut! | 17 febbraio 2019  | 10 agosto 2019    |
| 1048                                                    | Hapi usa per la prima volta la Mossa Z Furore della Terra. Ash sconfigge la Kahuna Hapi e riceve un Metallium Z. |                   |                   |
| 1049                                                    | Tieni gli occhi sulla palla! 「ポケゴルフでホールインワン！」 - Keeping Your Eyes on the Ball! | 24 febbraio 2019  | 17 agosto 2019    |
| 1049                                                    | Prima apparizione di Kahili. |                   |                   |
| 1050                                                    | Coprimi di metallo! 「アローラ上陸！タルタルメタルパニック！！」 - Show Me the Metal! | 3 marzo 2019      | 21 settembre 2019 |
| 1051                                                    | In una botte di... acciaio! 「新種発見！メルタン、ゲットだぜ！！」 - Got Meltan? | 10 marzo 2019     | 28 settembre 2019 |
| 1051                                                    | Ash cattura Meltan. |                   |                   |
| 1052                                                    | Karpe diem! 「新番組！？小さなコイキングのメロディ」 - This Magik Moment! | 17 marzo 2019     | 5 ottobre 2019    |
| 1053                                                    | La bellezza non è tutto! 「ビューティー・アンド・ニャース！」 - Beauty is Only Crystal Deep! | 24 marzo 2019     | 12 ottobre 2019   |
| 1053                                                    | Prima apparizione di Pheromosa. Ash riesce a catturarla principalmente grazie all'aiuto di Bewear, facendola poi tornare nell'Ultramondo. |                   |                   |
| 1054                                                    | La distruzione fatta persona! 「破壊の帝王グズマ！」 - The Dealer of Destruction! | 31 marzo 2019     | 19 ottobre 2019   |
| 1054                                                    | Prima apparizione di Guzman. Prima apparizione di Golisopod. Ash usa insieme a Pikachu per la prima volta la Mossa Z Spirale Perforante. Ash sfida Guzman ma il match non viene concluso. |                   |                   |
| 1055                                                    | La principessa segreta! 「リーリエと秘密の機巧姫！」 - The Secret Princess! | 7 aprile 2019     | 26 ottobre 2019   |
| 1055                                                    | Prima apparizione di Magearna. Lylia ottiene un Cerchio Z. |                   |                   |
| 1056                                                    | In balìa del vento! 「シェイミ、メルタン、ナギサ！迷子の探検隊！！」 - Drawn with the Wind! | 14 aprile 2019    | 2 novembre 2019   |
| 1057                                                    | Puntare al massimo livello! 「最上階を目指せ！爆音のドラゴンジム！！」 - Aiming for the Top Floor! | 21 aprile 2019    | 9 novembre 2019   |
| 1057                                                    | Prima apparizione di Morel. Ash sfida la palestra di Morel uscendone vittorioso. Rowlet impara Baldeali. |                   |                   |
| 1058                                                    | Risveglio ad alta velocità! 「超速のクワガノン！マーマネ覚醒！！」 - A High-Speed Awakening! | 28 aprile 2019    | 16 novembre 2019  |
| 1058                                                    | Chrys ottiene un Insectium Z. Il ragazzo inoltre riceve un Cerchio Z da Hapi. |                   |                   |
| 1059                                                    | Un salvataggio leggendario! 「スイレン、カイオーガを釣る！？」 - The One that Didn't Get Away! | 5 maggio 2019     | 23 novembre 2019  |
| 1059                                                    | Il Brionne di Suiren si evolve in Primarina. |                   |                   |
| 1060                                                    | La ricetta del successo! 「マオ奮闘！森のポケモンカフェ！！」 - A Recipe for Success! | 12 maggio 2019    | 30 novembre 2019  |
| 1060                                                    | Ibis ottiene un Cerchio Z e un Herbium Z. |                   |                   |
| 1061                                                    | La spia del grande capo! 「監視します！ロケット団アローラのすがた！！」 - Spying for the Guy! | 19 maggio 2019    | 7 dicembre 2019   |
| 1062                                                    | Campo d’addestramento con trucchetto! 「Zワザを極めろ！灼熱のカキ合宿！！」 - A Fiery Training Camp Trick! | 26 maggio 2019    | 14 dicembre 2019  |
| 1062                                                    | Suiren riesce a utilizzare la Mossa Z esclusiva di Primarina Sinfonia del Mare. Il Vikavolt di Chrys usa per la prima volta Segnoraggio. Finalmente, grazie a un'idea di Kawe, Chrys e Vikavolt imparano a usare la Mossa Z Bozzolo Fatale. |                   |                   |
| 1063                                                    | Vivere sul filo del rasoio! 「斬れ味バツグン！カミツルギ見参！！」 - Living on the Cutting Edge! | 2 giugno 2019     | 21 dicembre 2019  |
| 1063                                                    | Prima apparizione di Kartana. |                   |                   |
| 1064                                                    | Un incontro senza tempo! 「サトシ、時を超えた出会い！」 - A Timeless Encounter! | 9 giugno 2019     | 28 dicembre 2019  |
| 1064                                                    | Ash ottiene un Pirium Z. |                   |                   |
| 1065                                                    | L'entusiasmante avventura di Pikachu! 「ピカチュウのドキドキ探検隊！」 - Pikachu's Exciting Adventure! | 16 giugno 2019    | 4 gennaio 2020    |
| 1066                                                    | Creare sogni inseguendo i ricordi! 「グラジオとリーリエ！父の幻影を追って！！」 - Chasing Memories, Creating Dreams! | 23 giugno 2019    | 11 gennaio 2020   |
| 1066                                                    | Il Vikavolt di Chrys usa per la prima volta Falcecannone. Lylia e il suo Vulpix riescano a usare la Mossa Z Criodistruzione Polare. Iridio cattura Zoroark. |                   |                   |
| 1067                                                    | Amici e nemici della Lega Pokémon! 「開幕！アローラポケモンリーグ！！」 - League Offenders and Defenders! | 30 giugno 2019    | 18 gennaio 2020   |
| 1067                                                    | Il Dartrix di Hau si è evoluto in Decidueye. Cominciano le fasi preliminari della Lega di Alola. |                   |                   |
| 1068                                                    | I 151 della Battle Royale! 「大乱闘！バトルロイヤル151！！」 - Battle Royal 151! | 7 luglio 2019     | 25 gennaio 2020   |
| 1068                                                    | Iniziano le fasi preliminari della Lega di Alola che consistono in una grande Battle Royale. La Togedemaru di Chrys impara Agodifesa. Ash e i suoi compagni di scuola superano la fase preliminare e accedono agli ottavi di finale. |                   |                   |
| 1069                                                    | Lottare in amicizia! 「マオとスイレン！友情のゼンリョクバトル！！」 - Battling Besties! | 14 luglio 2019    | 1º febbraio 2020  |
| 1069                                                    | Prima apparizione di MegaKangaskhan. Cominciano gli ottavi di finale. Ash e Meltan sconfiggono Vicio e Hypno, Guzman e Scizor sconfiggono Liam e MegaKangaskhan, Hau e il suo Raichu Forma Alola sconfiggono Manuel Oak e Exeggutor Forma Alola. La Primarina di Suiren impara Ventogelato. Ibis riesce finalmente a usare la Mossa Z Floriscoppio Folgorante ma Suiren riesce ugualmente a sconfiggerla. |                   |                   |
| 1070                                                    | Il campolotta della verità e dell’amore! 「ムサシVSコジロウ！愛と真実のバトルフィールド！！」 - The Battlefield of Truth and Love! | 21 luglio 2019    | 8 febbraio 2020   |
| 1070                                                    | Chrys e Vikavolt sconfiggono Rika e Ribombee, James e Mareanie sconfiggono Jessie e Wobbuffet, Kawe e Marowak sconfiggono Malpi e Gengar, Iridio e Umbreon sconfiggono Lylia e Vulpix. Iniziano i quarti di finale. |                   |                   |
| 1071                                                    | L’imitazione è la più sincera delle strategie! 「ジュナイパーを攻略せよ！」 - Imitation is the Sincerest Form of Strategy! | 28 luglio 2019    | 15 febbraio 2020  |
| 1071                                                    | Iridio e Lycanroc sconfiggono James e Mareanie. Hau mostra la Mossa Z peculiare di Decidueye, Dardoassalto Spettrale. Continua lo scontro Hau Vs Ash. |                   |                   |
| 1072                                                    | Sulle ali della vittoria! 「鳥上決戦！ブレイブバードVSゴッドバード！！」 - Battling on the Wing! | 4 agosto 2019     | 22 febbraio 2020  |
| 1072                                                    | Il Rowlet di Ash impara Danzadipiume. Ash e Rowlet accedono alle semifinali sconfiggendo Hau e Decidueye. Chrys lotta contro Kawe nei quarti di finale. |                   |                   |
| 1073                                                    | La strada per le semifinali! 「みんなゼンリョク！準決勝への道！！」 - The Road to The Semifinals! | 11 agosto 2019    | 29 febbraio 2020  |
| 1073                                                    | Kawe e Charizard sconfiggono Chrys e Vikavolt. Guzman e Golisopod sconfiggono Suiren e Primarina. Iniziano le semifinali. |                   |                   |
| 1074                                                    | I quattro finalisti! 「カキVSグラジオ！！準決勝！」 - The Final Four! | 18 agosto 2019    | 7 marzo 2020      |
| 1074                                                    | Il Turtonator di Kawe impara Focalcolpo. Kawe si scontra con Iridio. Il Lycanroc di Iridio sconfigge il Marowak di Kawe. Turtonator riesce a sconfiggere Lycanroc. Continua la lotta Turtonator Vs Silvally. |                   |                   |
| 1075                                                    | Lavorare sull’irascibilità! 「燃え上がる炎！ライバルはひとりじゃない！！」 - Getting Down to The Ire! | 25 agosto 2019    | 14 marzo 2020     |
| 1075                                                    | Iridio e Silvally sconfiggono il Turtonator di Kawe accedendo alla finale. Ash comincia la lotta contro Guzman in semifinale. Il Torracat di Ash sconfigge lo Scizor di Guzman. |                   |                   |
| 1076                                                    | Restare è la virtù dei saggi! 「無敗の帝王グズマ！」 - The Wisdom Not To Run! | 1º settembre 2019 | 21 marzo 2020     |
| 1076                                                    | Il Golisopod di Guzman sconfigge Torracat ma alla fine perde contro Pikachu. Ash accede alla finale sconfiggendo Guzman. |                   |                   |
| 1077                                                    | Rivali in finale! 「決勝戦！最強ライバル対決！！」 - Final Rivals! | 8 settembre 2019  | 28 marzo 2020     |
| 1077                                                    | Il Meltan di Ash si evolve in Melmetal e impara Pugni Corazzati. Il ragazzo lotta contro Iridio in finale. Il Silvally di Iridio riesce a sconfiggere il Melmetal di Ash, ma perde contro Pikachu. Lo scontro continua Zoroark vs Pikachu. |                   |                   |
| 1078                                                    | Ecco a voi il Campione! 「誕生！アローラの覇者！！」 - Enter the Champion! | 15 settembre 2019 | 28 marzo 2020     |
| 1078                                                    | Iridio e Zoroark usano la Mossa Z Abbraccio Spettrale, ma non riescono a sconfiggere Pikachu e la sfida finisce in pareggio. L'incontro continua tra i due Lycanroc dei ragazzi. Ash riesce a sconfiggere Iridio e vince la Lega Pokémon di Alola. Durante la premiazione si apre un Ultravarco e appare Guzzlord. |                   |                   |
| 1079                                                    | Il trionfo delle mosse Z! 「アクジキング襲来！Zワザ大決戦！！」 - Z-Move Showdown! | 22 settembre 2019 | 4 aprile 2020     |
| 1079                                                    | Appaiono diversi Guzzlord, ma vengono tutti rispediti nell'Ultramondo. Il Poipole di Ash si è evoluto in Naganadel e ha imparato Fulmine. Ash scopre la vera identità di Mister Royal: il professor Kukui. |                   |                   |
| 1080                                                    | Amichevole a viso aperto! 「ファイナルバトル！サトシ対ククイ！！」 - Exhibition Unmasked! | 29 settembre 2019 | 11 aprile 2020    |
| 1080                                                    | Comincia la battaglia finale tra il professor Kukui e Ash che ha riacquisito Naganadel nel suo team. Sarà una lotta 6vs6 e cominciano a sfidarsi Torracat e Incineroar. |                   |                   |
| 1081                                                    | Una lotta che vale per sei! 「燃える！みなぎる！！フルバトル！！！」 - A Full Battle Bounty! | 6 ottobre 2019    | 18 aprile 2020    |
| 1081                                                    | Entrambi gli allenatori ritirano i loro pokemon e parte lo scontro Braviary di Kukui contro Lycanroc di Ash ma quest'ultimo viene sconfitto. Rowlet riesce a sconfiggere Braviary ma perde lo scontro con Venusaur. Torracat sconfigge Venusaur e Melmetal sconfigge Empoleon di Kukui. Incineroar sconfigge Melmetal. Lo scontro continua tra Naganadel, che ha imparato Forbice-X, e Lucario. |                   |                   |
| 1082                                                    | Fiammanti sorprese! 「決着！ガオガエンVSニャヒート！！」 - Fiery Surprises! | 13 ottobre 2019   | 25 aprile 2020    |
| 1082                                                    | Naganadel mostra le nuove mosse imparate Fangobomba e Dragopulsar riuscendo a sconfiggere Lucario. Ash ritira Naganadel e manda in campo Torracat che si va a sfidare contro Incineroar. Lo scontro è molto acceso e entrambi i pokemon attivano l'abilità Aiutofuoco. Torracat riesce a uscirne vincitore e si evolve in Incineroar, ma per i danni subiti va KO subito dopo. Entra in campo Tapu Koko che si sostituisce all'ultimo pokemon di Kukui, volendo combattere contro Ash. Continua quindi lo scontro Naganadel VS Tapu Koko. |                   |                   |
| 1083                                                    | Ad ogni lotta la sua mossa Z! 「アローラ最強のZ！カプ・コケコVSピカチュウ！！」 - From Z to Shining Z! | 20 ottobre 2019   | 2 maggio 2020     |
| 1083                                                    | Tapu Koko sconfigge Naganadel e Ash fa scendere in campo Pikachu. Kukui usa il Tapium Z donatogli da Tapu Koko consentendo al Pokémon di usare la mossa Z Collera del Guardiano. Pikachu però lo sconfigge con Iperfulmine. Ash diventa l'allenatore più forte di Alola. |                   |                   |
| 1084                                                    | Sogni di sole e di luna! 「太陽と月と、みんなの夢！」 - Dreaming of the Sun and Moon! | 27 ottobre 2019   | 9 maggio 2020     |
| 1084                                                    | Ash si separa nuovamente da Naganadel che fa ritorno nell'Ultramondo. Ash e Kawe decidono di fare una lotta, ma quest'ultimo ha la peggio. Lylia riesce finalmente a risvegliare la Magearna lasciatole dal padre. Ash decide di lasciare Alola per continuare il suo viaggio nel mondo. |                   |                   |
| 1085                                                    | Grazie, Alola! E il viaggio continua! 「ありがとうアローラ！それぞれの旅立ち！！」 - Thank You, Alola! The Journey Continues! | 3 novembre 2019   | 16 maggio 2020    |
| 1085                                                    | Ash lascia i Pokémon che ha catturato nella regione di Alola al Professor Kukui e fa ritorno nella regione di Kanto separandosi dai suoi compagni di scuola; Lylia parte alla ricerca di Paver insieme a Samina e a Iridio; Suiren parte per un viaggio via mare insieme a suo padre alla ricerca del Pokémon leggendario Manaphy; Kawe torna a occuparsi delle consegne di latte alla Fattoria Ohana e inizia ad allenarsi con Alyxia per realizzare il suo sogno di diventare, un giorno, Kahuna dell'isola di Akala; Ibis continua a svolgere il suo lavoro alla Cucina di Aina e libera il suo Shaymin, che assume la forma Cielo; Chrys parte per Hoenn insieme a Tapso; mentre Il Team Rocket riceve da Giovanni l'ordine di lasciare Alola e di fare ritorno al quartier generale. I tre lasciano i loro Pokémon, Mimikyu e Mareanie, alle cure di Bewear. |                   |                   |